# Калино
Ка́лино (болг. Калино) — село в Шуменській області Болгарії. Входить до складу общини Хитрино.

## Населення
За даними перепису населення 2011 року у селі проживали 174 особи, усі — турки.
Розподіл населення за віком у 2011 році:
Динаміка населення: